# Paulo Zinner
Paulo Zinner é um baterista e produtor musical brasileiro, conhecido por ser um dos fundadores da banda de hard rock paulista Golpe de Estado. Além dela, Paulo é o fundador da Paulo Zinner Rockestra, e co-fundador do power-trio de blues Fickle Pickle, uma das pioneiras dos Blues no Brasil.
Em setembro de 2015, foi considerado pela revista Roadie Crew o 9º Melhor Baterista do Brasil de todos os tempos.
Em 2019, foi entrevistado pelo crítico musical Regis Tadeu, ocasião em que contou sobre sua história e as polêmicas que culminaram na sua saída do Golpe de Estado, em 2010. Zinner explica que não recebeu pagamentos referentes aos últimos shows e que vinha sendo constantemente sabotado pelos demais integrantes da banda, os quais já forçavam sua saída desde os anos 90. A entrevista foi publicada em três partes no canal de YouTube do entrevistador, nos dias 11/12/2019, 18/12/2019 e 27/12/2019. 

## Discografia

### Com a banda "Golpe de Estado"
- 1986 - Golpe de Estado
- 1988 - Forçando a Barra
- 1989 - Nem Polícia nem Bandido
- 1991 - Quarto Golpe
- 1994 - Zumbi

### Com oFickle Pickle
1993 -  Fickle Pickle

### ComRita Lee
- 1990 - Rita Lee e Roberto de Carvalho (Perto do fogo)
- 1993 - Rita Lee (Todas as Mulheres do Mundo)
- 1995 - A marca da Zorra
- 1998 - Acústico MTV
- 2000 - 3001

### Com a bandaQuantum
1994 - Quantum II

### Com a bandaPatrulha do Espaço
- 2000 - Chronophagia